# Cal Musiquet
Cal Musiquet és una casa de Solsona protegida com a Bé Cultural d'Interès Local. En aquest local hi havia la botiga homònima, una antiga botiga de queviures que posteriorment es va traslladar al carrer de Sant Llorenç 33.
És un edifici entre mitgeres de planta baixa i dos pisos més, situat a la cantonada entre el carrer Sant Llorenç i el carrer de la Regata. Conserva a la part superior una eixida amb arcades rebaixades. La façana ha estat revestida modernament i sembla que anteriorment devien haver estat habitatges diferents.
La botiga va tancar als anys noranta del segle segle xx però es conserva en l'estat tal com era. El 2010 un projecte del Consell Comarcal del Solsonès vvolia recuperar la botiga per promoure-hi productes de la comarca però el projecte no va reeixir.